# King of the Hill (Los Simpson)
King of the Hill, llamado El rey de la montaña en España y El rey de la colina en Hispanoamérica, es un episodio perteneciente a la novena temporada de la serie animada Los Simpson, estrenado originalmente el 3 de mayo de 1998. Fue escrito por John Swartzwelder y dirigido por Steven Dean Moore, y las estrellas invitadas fueron Brendan Fraser y Steven Weber. En el episodio, Homer trata de escalar una peligrosa montaña para impresionar a Bart.

## Sinopsis
Todo comienza cuando la familia va a un día de campo de la iglesia. Cuando los niños comienzan a jugar a un juego de "captura la bandera", Bart elige a Homer para que forme parte de su equipo. Pronto, Bart se da cuenta de que Homer no está en buen estado físico, ya que no puede correr unos metros sin caerse. Cuando esto pasa, Bart queda desilusionado y avergonzado de su padre.
Esa noche, Homer piensa en lo avergonzado que su hijo estaba de él, por lo que decide hacer ejercicio todos los días a la medianoche para mejorar su estado físico. Una noche, cuando estaba corriendo, Homer decide entrar al Kwik-E-Mart de Apu, en donde encuentra una barra de energía hecha con manzanas, llamada "Power Sauce". Homer comienza a consumir las barras todo el tiempo.
Otra noche en la que Homer está corriendo, descubre un gimnasio abierto las 24 horas. Allí, conoce a Rainier Wolfcastle, quien rápidamente se transforma en su personal trainer en el gimnasio. Dos meses después, Homer está más flaco y con muchos más músculos. Cuando su familia lo nota, les cuenta que había estado haciendo ejercicio en secreto todas las noches. Todos quedan impresionados ante la mejora de Homer, incluyendo a Bart. Un día, el niño va con su padre al gimnasio, en donde los dos representantes de la barra energética, Neil y Brad, están tratando de convencer a Rainier (imagen de su marca) de escalar la montaña más alta de Springfield, como publicidad para su producto. Cuando Rainier se niega, Bart les informa que Homer lo hará, y, cuando los promotores le preguntan a Homer si quería hacerlo, él acepta.
Cuando se entera de que Homer iba a escalar la montaña, el Abuelo le dice que no lo haga, ya que él había intentado hacerlo cuando era joven, pero había sido casi asesinado por su compañero, McAllister. Homer lo ignora y pronto comienza su ascenso. Los representantes de la barra energética le asignan dos compañeros sherpas, expertos en escalar montañas, quienes habían sido instruidos para subir a Homer por la montaña mientras éste dormía. Una noche, Homer descubre lo que hacían los sherpas, y los despide.
Luego de perder la comunicación con Homer, todos en Springfield, incluso los representantes de la barra energética, predicen su muerte, diciéndole que esas barras eran comida chatarra. Sin embargo, él sigue escalando y, cuando cree haber llegado a la cima, ve que aún le faltaba un pico. Para pasar la noche, Homer entra a una cueva en la montaña, y descubre el cuerpo congelado de McAllister y su diario. Homer lee que en realidad había sido su padre quien había querido matar a McAllister y, además, había intentado comérselo. Avergonzado de sí mismo y de su padre, Homer sale de la cueva y coloca su bandera en donde había llegado, pero la fuerza de clavar la bandera en la piedra hace que el pico restante de montaña se derrumbe, lo que significaba que Homer, después de todo, había llegado a la cima. Orgulloso de su trabajo, Homer usa el cuerpo de McAllister como trineo para bajar de la montaña y, una vez abajo, es recibido por una multitud y por su familia. Nuevamente, Bart estaba orgulloso de él.

## Producción
El episodio fue ideado y escrito por John Swartzwelder. Los guionistas debieron encontrar un nuevo ángulo para tratar los problemas de peso de Homer, ya que la idea había sido utilizada antes varias veces. Esto se ve acentuado en el episodio cuando a Marge parece no interesarle que Homer trate de perder peso otra vez.
En la escena en la cual los Sherpas hablan, los productores sufrieron varios contratiempos para encontrar traducciones. Originalmente, los productores de la adaptación cinematográfica del libro Into Thin Air fueron contactados por ayuda; sin embargo, éstos respondieron que simplemente habían hecho traducciones para la película. Por lo tanto, los animadores y guionistas debieron consultar a varios expertos por teléfono.